# Richard Fontana
Pour les articles homonymes, voir Fontana.
Richard Fontana, né le 1er juin 1951 à Saint-Pardoux-Isaac (Lot-et-Garonne) et mort le 26 juin 1992 dans le 12e arrondissement de Paris, est un acteur français sociétaire de la Comédie-Française.

## Biographie
Richard Fontana a été élève du Conservatoire national supérieur d'art dramatique, dans la classe d'Antoine Vitez.
Entré à la Comédie-Française en 1980, il en est sociétaire en 1983 (472e sociétaire).

## Théâtre

### Comédie-Française
- 1974 : Hernani de Victor Hugo, mise en scène Robert Hossein, (élève du conservatoire)
- 1981 : La Nuit juste avant les forêts de Bernard-Marie Koltès, mise en scène Jean-Luc Boutté, Comédie-Française au Petit Odéon
- 1983 : Marie Stuart de Friedrich von Schiller, mise en scène Bernard Sobel, Festival d'Avignon, Théâtre de Gennevilliers
- 1984 : Bérénice de Jean Racine, mise en scène Klaus Michael Grüber : Titus (77 fois, 1984/1985)
- 1985 : L'Imprésario de Smyrne de Carlo Goldoni, mise en scène Jean-Luc Boutté
- 1986 : Le Songe d'une nuit d'été de William Shakespeare, mise en scène Jorge Lavelli
- 1987 : Polyeucte de Corneille, mise en scène Jorge Lavelli
- 1987 : Le Marchand de Venise de William Shakespeare, mise en scène Luca Ronconi, Théâtre national de l'Odéon
- 1989 : Britannicus de Racine, mise en scène Jean-Luc Boutté
- 1989 : Lorenzaccio d'Alfred de Musset, mise en scène Georges Lavaudant
- 1990 : Le Médecin malgré lui de Molière, mise en scène Dario Fo
- 1990 : Le Médecin volant de Molière, mise en scène Dario Fo
- 1991 : La Fausse Suivante de Marivaux, mise en scène Jacques Lassalle

### Hors Comédie-Française
- 1975 : Phèdre de Racine, mise en scène Antoine Vitez, Théâtre des Quartiers d'Ivry, Festival d'Avignon
- 1976 : L'Éveil du printemps de Frank Wedekind, mise en scène Pierre Romans, Théâtre national de l'Odéon
- 1978 : L'École des femmes de Molière, mise en scène Antoine Vitez, Festival d'Avignon, Festival d'automne à Paris au Théâtre de l'Athénée-Louis-Jouvet
- 1978 : Tartuffe de Molière, mise en scène Antoine Vitez, Festival d'Avignon, Festival d'automne à Paris au Théâtre de l'Athénée-Louis-Jouvet
- 1978 : Dom Juan de Molière, mise en scène Antoine Vitez, Festival d'Avignon, Festival d'automne à Paris au Théâtre de l'Athénée-Louis-Jouvet
- 1978 : Le Misanthrope de Molière, mise en scène Antoine Vitez, Festival d'Avignon, Festival d'automne à Paris au Théâtre de l'Athénée-Louis-Jouvet
- 1979 : L'École des femmes de Molière, mise en scène Antoine Vitez, Nouveau théâtre de Nice, Festival d'automne à Paris au Théâtre de la Porte-Saint-Martin
- 1979 : Dom Juan de Molière, mise en scène Antoine Vitez, Nouveau théâtre de Nice, Festival d'automne à Paris au Théâtre de la Porte-Saint-Martin
- 1979 : Le Misanthrope de Molière, mise en scène Antoine Vitez, Nouveau théâtre de Nice, Festival d'automne à Paris
- 1979 : Tartuffe de Molière, mise en scène Antoine Vitez, Nouveau théâtre de Nice, Festival d'automne à Paris
- 1983 : Hamlet de William Shakespeare, mise en scène Antoine Vitez, Théâtre national de Chaillot
- 1990 : Greek (à la Grecque) de Steven Berkoff, mise en scène Jorge Lavelli, Théâtre national de la Colline

## Filmographie

### Cinéma
- 1975 : Divine de Dominique Delouche - Olivier

### Télévision
- 1972 : Les Boussardel de René Lucot (Le temps d'aimer) : Justin Peyrol
- 1978 : 1788 de Maurice Failevic - Guillaume Coquard
- 1980 : La Peau de chagrin réalisé par Michel Favart - Horace Bianchon
- 1981 : Noires sont les galaxies  - mini-série de quatre épisodes de Jacques Armand réalisé par Daniel Moosmann - Patrick
- 1982 : La Sorcière, téléfilm de Charles Brabant - Pierre

## Distinctions
- 1981 : Prix Gérard-Philipe de la ville de Paris